# 荒尾聡
荒尾 聡（あらお さとし、1981年6月28日 - ）は、日本のオートレース選手。福岡県築上町出身。27期、飯塚オートレース場所属。福岡県立築上西高等学校卒業。

## 選手データ
- プロフィール
  - 選手登録 2001年4月1日
  - 身長　172.4 cm
  - 体重　56.1 kg
  - 血液型　B型
  - 趣味　ゴルフ

- 戦歴 
  - 通算優勝回数:75回
  - グレードレース（SG,GI,GII）優勝回数:28回
  - 全国区レース優勝回数:6回（SG:5回、特別GI:1回）
  - SG優勝回数:5回
  - GI優勝回数:12回
  - GII優勝回数:11回

- 受賞歴
  - 優秀選手賞:6回
  - 最優秀新人選手賞:1回
  - 日刊三賞・敢闘賞:3回
  - 日刊三賞・技能賞:1回
  - 日本プロスポーツ大賞・新人賞:1回

## グレードレース戦歴
- SG戦歴
  - SG優勝回数:5回
    - オールスターオートレース '07年（川口）, '19年（浜松）, '20年（飯塚）
    - 全日本選抜オートレース '21年（浜松）
    - スーパースター王座決定戦 '17年（川口）

- GI戦歴
  - GI優勝回数:12回 
    - 特別GI共同通信社杯プレミアムカップ '23年（山陽）
    - 黒潮杯争奪戦（船橋） '04年
    - オート発祥記念船橋オート祭（船橋） '08年
    - キューポラ杯争奪戦（川口） '09年
    - 開設記念シルクカップ争奪戦（伊勢崎） '10年
    - 平成チャンピオンカップ（山陽） '08年
    - スピード王決定戦（山陽） '15年
    - 開設記念レース（飯塚） '05年, '07年
    - ダイヤモンドレース（飯塚） '06年, '20年, '21年

- GII戦歴
  - GII優勝回数:11回 
    - 期別対抗チャレンジカップ（船橋） '03年
    - ヤングダービー（浜松） '02年
    - 若獅子杯争奪戦（山陽） '11年
    - ライジングカップ（山陽） '13年
    - ジュニア選手権（飯塚） '04年, '05年
    - オーバルチャンピオンカップ（飯塚） '15年, '19年, '23年
    - 稲妻賞（伊勢崎） '23年, '24年

## 人物・経歴
荒尾聡は「21世紀最初のニューヒーロー」と言われた選手である。
幼少の頃、オートレースの大ファンであった祖父に連れられて飯塚オートレース場に行き、そこで初めてオートレースを目の当たりにした荒尾は、4、5歳の頃から「オートレーサーになる」という決意を固めていた。
2001年4月に選手としてデビュー。養成所で優秀新人賞を受賞しただけあって、デビュー当時から荒尾の評価は高かった。デビュー翌年には最優秀新人賞をはじめとする多数の賞を受賞し、その年の12月には2級車でのバンクレコードをマーク。翌2003年には早くもS級にランク入りし、2004年4月のSG第23回オールスターオートレース（山陽オートレース場）でSG初優出を決めると、翌年6月にはGI初制覇を達成。その年の後期には史上最年少のS1レーサーとなった。

その後、一時的に不振に陥ったが、2006年の中頃から調子を取り戻していった。特に、年末のスーパースター王座決定戦のトライアル戦では一走目で痛恨の8着と惨敗を喫し決定戦進出は絶望的と見られていたなか、翌日の二走目で起死回生の1着を飾り見事決定戦進出を決めるという、土壇場で起死回生の強さを発揮した。

そして、翌2007年のSG第26回オールスターオートレースでは、拮抗しているとはいえ試走タイムが最も遅かった一人であったにもかかわらず、一度は荒尾を捌いて先頭に立った有吉辰也（25期、飯塚オートレース場所属）を最終の10周回1コーナーで捌き、自身初、そして27期生初のSG優勝を飾ったのである。
中村政信（19期、元飯塚オートレース場所属）を尊敬している一人でもある。中村のスター性や心意気というものに魅せられ、オートレーサーへの志を更に強くしたと言っても過言ではない。しかし、その中村は荒尾がデビューする1年半前に無念の死を遂げる。昔からの憧れであり、目標としていた選手だけに、共に走りたかったと荒尾は語る。
2019年8月には、ラーメンチェーン店などを運営するワイエスフードとスポンサー契約を締結し、さらに2023年4月1日には同社のグループ店舗である「山小屋 新北九州空港店」について、荒尾がオーナーとなって運営する（レースのない時期には荒尾自身も厨房に立つ）こととなった。
2024年9月19日、「特別GI 共同通信社杯プレミアムカップ」（山陽オートレース場）にて、オートレース史上31人目、現役選手では16人目の通算勝利数1000勝を達成した。